# 베로니카 (2017년 스페인 영화)
《베로니카》(ECLIPSE, Veronica)는 스페인에서 제작된 파코 플라자 감독의 2017년 공포 영화이다. 산드라 에스카세나 등이 주연으로 출연하였다.
2023년 프리퀄 《죽음의 수녀》가 나왔다.

## 출연

### 주연
- 산드라 에스카세나 : 베로니카 역
- 레티시아 도레라 : 역사학 교수 역
- 아나 토렌트 : 아나 역

### 조연
- 콘수엘로 트루질로 : 헤르마나 무에르테 역
- 마루 발디비엘조 : 요세파 역
- 소니아 알마챠 : 의사 역
- 칼라 캄프라 : 디아나 역
- 이반 차베로 : 안토니오 역

## 제작진
- 믹싱: 아이토르 베렌게
- 믹싱: 니콜라 드 풀피케
- 사운드슈퍼바이저: 가브리엘 구티에레즈
- 특수효과: 라울 로마닐로스
- 시각효과: 데이비드 헤라스